# TRUE LOVE (浅香唯の曲)
「TRUE LOVE」（トゥルー・ラブ）は、1989年1月25日に発売された浅香唯の13枚目のシングル。発売元はハミングバード。

## 概要
表題曲「TRUE LOVE」は、同年4月に公開された浅香の主演映画『YAWARA!』の挿入歌として使用された。
1991年2月に発売されたベスト・アルバム『Thanks a lot』には、ボーカル新録バージョンが収録されている。
「セシル」以来2作振りのオリコン1位となったが、現在のところ、浅香がオリコン1位を獲得した最後のシングルとなっている。

## 収録曲
1. TRUE LOVE（4:16）
作詞：吉元由美／作曲：井上ヨシマサ／編曲：井上鑑
2. NIGHT DANCER（4:03）
作詞：真名杏樹／作曲：天野滋／編曲：鷺巣詩郎

## 関連作品
TRUE LOVE
- MELODY FAIR
- YAWARA! オリジナル・サウンドトラック
- Thanks a lot - ボーカル新録
- シングル・コレクション
- 浅香唯大全集 THE COMPLETE BOX
- 究極のベスト! 浅香唯
- CRYSTALS 〜25th Anniversary Best〜
- 浅香唯 ザ・ベスト
- 浅香唯 30周年記念コンプリートBOX
- ロックンロール・サーカス'89 浅香唯スパークリング・ライブ （映像作品）

NIGHT DANCER
- シングル・コレクション
- 浅香唯大全集 THE COMPLETE BOX
- MELODY FAIR（2010年発売の紙ジャケットCDにボーナストラックとして収録）
- 浅香唯 30周年記念コンプリートBOX
- ロックンロール・サーカス'89 浅香唯スパークリング・ライブ （映像作品）